# Un pyjama pour deux
Pour plus de détails, voir Fiche technique et Distribution.
Un pyjama pour deux (titre original : Lover Come Back) est un film américain réalisé par Delbert Mann, sorti en 1961.

## Synopsis
Une jeune femme prude et un jeune homme dévergondé travaillent dans deux agences de publicité concurrentes de New York. Le jeune homme, joyeux fêtard sans scrupules, se heurte à la jeune femme qui, de prime abord, le déteste, et tombe naïvement dans chacun des pièges qu'il lui tend — notamment à l'occasion du lancement d'un mystérieux produit-miracle, le « Vip ». Finiront-ils par se réconcilier ?

## Fiche technique
- Titre : Un pyjama pour deux
- Titre original : Lover Come Back
- Réalisation : Delbert Mann
- Scénario : Stanley Shapiro et Paul Henning
- Production : Martin Melcher (en) et Stanley Shapiro
- Société de production et de distribution : Universal Pictures
- Musique : Frank De Vol
- Photographie : Arthur E. Arling
- Direction artistique : Robert Clatworthy et Alexander Golitzen
- Décorateur de plateau : Oliver Emert
- Costumes : Irene
- Montage : Marjorie Fowler
- Pays de production : États-Unis
- Format : Couleur Eastmancolor - Son : Mono (Westrex Recording System)
- Genre : Comédie, romance
- Durée : 107 minutes
- Dates de sortie : 20 décembre 1961 (États-Unis)
- Dates de sortie :
  - États-Unis : 20 décembre 1961
  - France : 23 mars 1962

## Distribution
- Rock Hudson (VF : Jean-Claude Michel) : Jerry Webster/Docteur Linus "Leo" Tyler
- Doris Day (VF : Claire Guibert) : Carol Templeton
- Tony Randall (VF : Georges Riquier) : Peter 'Pete' Ramsey
- Edie Adams : Rebel Davis
- Jack Oakie (VF : Jean Berton) : J. Paxton Miller
- Jack Kruschen  (VF] : Jean-Henri Chambois) : Docteur Linus "Leo" Tyler
- Ann B. Davis : Millie
- Joe Flynn (VF : Gérard Férat) : Hadley
- Howard St. John (VF : Claude Bertrand) : M. John Brackett
- Karen Norris  (VF : Paule Emanuele) : Kelly
- Jack Albertson (VF : René Bériard) : Fred
- Charles Watts (VF : Pierre Morin) : Charlie
- Donna Douglas : Deborah
- Nolan Leary  (VF : Albert Montigny) : Juge Raskob
- Nelson Leigh (VF : Lucien Bryonne) : Northcross
- Frank London (VF : Yves Furet) : le chauffeur de Taxi moustachu
- John Litel (VF : Henry Djanik) : Williams, un des membres du conseil d'administration
- Penny Santon (non créditée) : une servante de l'hôtel